# Yasodharman
Yasodharman ili Yashôdharman (Devanagari:यशोधर्मा) bio je kralj područja Malwa u centralnoj Indiji u prvim desetljećima 6. stoljeća. O njemu postoje relativno oskudni podaci, ali legende govore da je bio princ koji je izgubio kraljevstvo, te ga je u šumi spasila djevojka i savjetima mu pomogla da stvori novu vojsku. S njome je godine 528. porazio Mihirakulu, kralja naroda Huna (Indo-Heftaliti) koji su napadali Indiju nakon propasti Carstva Gupta . Četiri godine kasnije je povodom te pobjede dao podići tri stupa, na kojima tvrdi da mu se vlast prostirala od Himalaja na sjeveru do Travancorea na jugu; većina povjesničara je skeptična prema tim navodima. Vladar države Magadha na istoku je opisan kao njegov prijatelj.

## Vanjske poveznice
- Bijayagadh Stone Pillar Inscription of Vishnuvardhana  Arhivirana inačica izvorne stranice od 5. rujna 2008. (Wayback Machine)
- Mandasor Pillar Inscription of Yashodharman  Arhivirana inačica izvorne stranice od 5. rujna 2008. (Wayback Machine)